# 太上皇

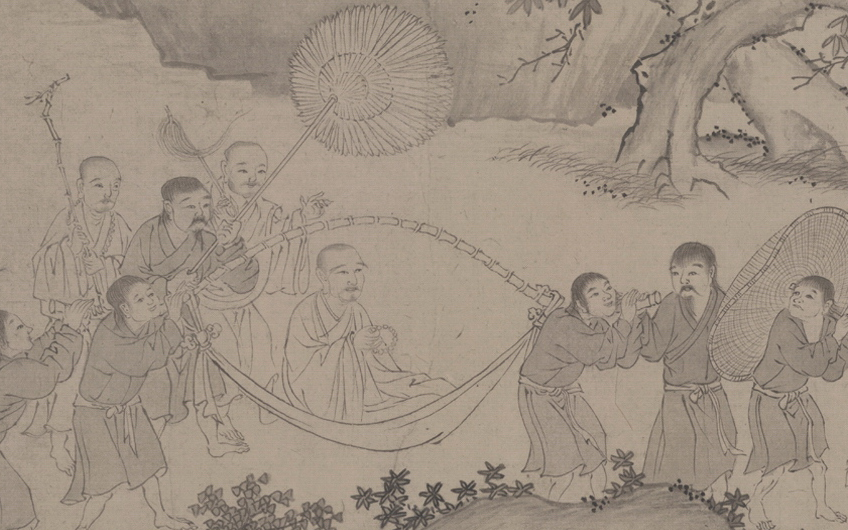
ベトナム：陳仁宗

太上皇（たいじょうこう）は、退位した存命の皇帝に送られる尊号のことである。上皇または太上皇帝とも呼ばれる。

## 概要
「太上」は「最高の」という意味。
中国では、同時期に存在する太上皇は一人のみであり、太上皇存命時に皇帝が譲位し新たな太上皇となった場合、元の太上皇には無上皇の尊号が奉られたことがあった。また、人民の頂点では皇帝である。その為皇帝の父も皇帝に礼を尽くすという儒教的な矛盾が生じてしまい、その矛盾の解消のために作られた称号という側面もある。
欧米語では「引退した皇帝」（Retired Emperorなど）と訳されるが、退位によって自動的に太上皇となるわけではない。廃位されて王に降格させられるなどの例もある。

## 日本
歴史的に、位を退いた日本の天皇には太上天皇の尊号が奉られた。この尊号を帯びた最後の天皇は光格天皇である。
2019年に日本の天皇（明仁）が退位するにあたり、近現代において初めて上皇となることに対し、日本政府は正式英文表記をHis Majesty the Emperor Emeritusにすることに決定した。retiredではなくemeritusを使うことで退位後の名誉職の地位を内外に明示する形となった。

## 中国
帝位を退いて太上皇となった例として、西晋の恵帝、北斉の武成帝、唐の高祖・睿宗・玄宗、北宋の徽宗、南宋の高宗・孝宗・光宗、明の英宗、清の乾隆帝などが挙げられる。
このうち、南宋の高宗・孝宗と清の乾隆帝は太上皇としてなお実権を保持したが、その他の太上皇は退位とともに実権を皇帝に譲っている。
また、帝位には即かなかったものの、没後もしくは存命中に子が皇帝となり王朝を開いたために太上皇の称号を贈られた例として、秦の始皇帝の父の荘襄王、漢の高祖の父の劉太公がいる。
無上皇は北斉の滅亡直前の混乱の中で後主に奉られた一例のみである。その他、北周の宣帝が譲位後に自ら天元皇帝と称した例がある。

## 韓国
李氏朝鮮の君主号は国王であり、退位した国王には太上王の尊号を贈る例があった。
1897年10月12日、李氏朝鮮第26代国王高宗は国号を大韓帝国とし、王号をあらためて皇帝号を称した。
高宗は、近隣諸国の内政に対する介入がある中で親露政策を採り、日本の干渉の排除を志向した。その象徴的な出来事がハーグ密使事件であり、朝鮮に対する日本の支配を排除するため、その不条理を国際社会に訴えたが、これが頓挫した上、日本との関係をより悪化させた。
そのため李完用など親日派勢力により皇帝の退位が画策され、7月20日、皇太子（純宗）への譲位に追い込まれ、以後は「太皇帝」とされた。

## ベトナム
ベトナムにおける太上皇の称号は中国や韓国と異なり、国内に限り君主号としての意味を持っていた。
歴代王朝は代々中国皇帝に朝貢をしていたが、一方で皇帝がその諱（本名）を他国に知られてその臣下扱いされることを潔しとしなかった。そこで皇帝が早い段階で後継者に帝位を譲って太上皇となり、王室内の最高意思決定と対外（中国）交渉を行い、皇帝は内政一般を扱うという慣習が成立した。
陳朝の時には、建国時に皇帝（太宗）即位から程なく父親が太上皇（陳承、後に太祖）に立てられている（『大越内裏史記』建中元年12月条・同2年10月条）。このため、中国への朝貢は太上皇が「国王」を名乗って行っており、中国正史とベトナムの正史が伝えるベトナム君主の在位には1代ずつのずれが生じているといわれている。